# Partridge Island, Ontario
Partridge Island är en ö i Kanada.   Den ligger i provinsen Ontario, i den östra delen av landet, 1 400 km nordväst om huvudstaden Ottawa. Arean är 32 kvadratkilometer.
Terrängen på Partridge Island är mycket platt. Öns högsta punkt är 11 meter över havet. Den sträcker sig 7,9 kilometer i nord-sydlig riktning, och 8,7 kilometer i öst-västlig riktning.
Omgivningarna runt Partridge Island är i huvudsak ett öppet busklandskap. Trakten runt Partridge Island är nära nog obefolkad, med mindre än två invånare per kvadratkilometer.